# Clayton, Delaware
Clayton är en ort i Kent County, och New Castle County, i Delaware. Orten har fått sitt namn efter politikern John M. Clayton. Vid 2020 års folkräkning hade Clayton 3 961 invånare.